# 表現型

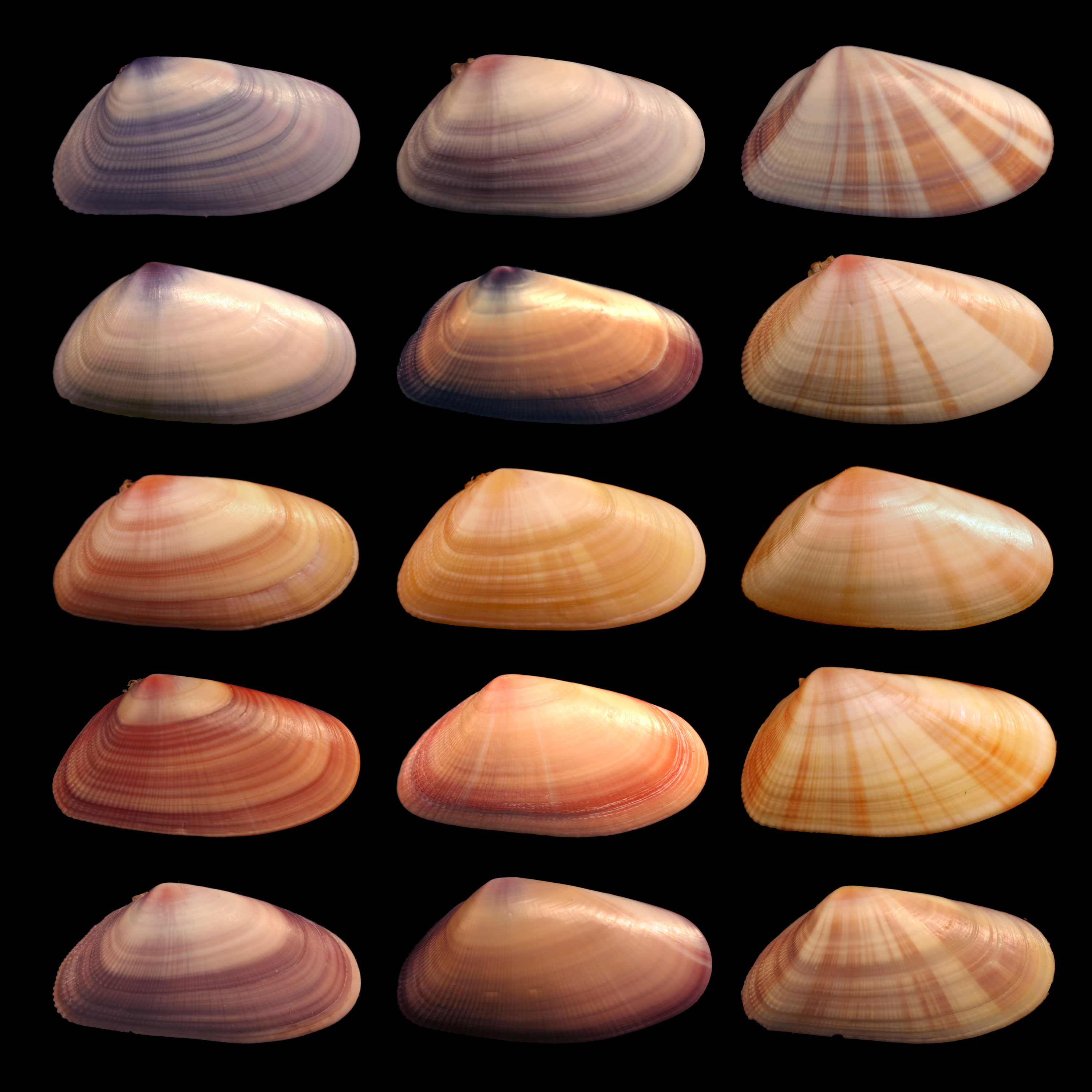
贝壳的不同纹理

表现型（英語：Phenotype），或称表型，某一生物体所有性状的总和，对于一个生物而言，表示它某一特定的物理外观或成分。一个人是否有耳珠、植物的高度、人的血型、蛾的颜色等等，都是表型的例子。由丹麦遗传学家威廉·约翰森最先提出。
性状表现是生物体单一可观察特征（如豌豆的圆粒或皱粒），而表现型是特定基因型与环境共同作用下所有性状的整合总和（如圆粒+黄色子叶的组合）。
表型主要受生物的基因型和环境影响，可分为连续变异或不连续变异的。前者较易受环境因素影响，基因型上则会受多个等位基因影响，如体重、智力和身高；后者仅受几个等位基因影响，而且很少会被环境改变，如血型、眼睛颜色和卷舌的能力。对于不连续变异，若有两个生物表现型相同，其基因型未必一样，这是因为其中一方可能有隐性基因。
表型变异是天择和性择成立的重要条件。如果表型都一样，族群只能依突变、漂变等机制演化。
早期的遗传学家欠缺分子生物学技术，无从直接观察DNA构造，生物和其后代的表型就是他们判别其基因型的工具。

## 表型定义的演变过程
1. 经典定义：在最早的定义中，表型主要是指观察到的宏观性状。例如，豌豆的色彩、果蝇的眼睛颜色或花的形状。
2. 生化和分子生物学的崛起：随着科技的进步，尤其是生化和分子生物学的发展，表型的定义逐渐扩展。开始包括了生化路径、酶活性、蛋白质结构和功能等生化特征。
3. 基因组时代：随着分子生物学技术，特别是基因测序技术的发展，科学家们开始有能力直接观察和测量基因型。表型的定义进一步扩展，涵盖了分子标记物、基因表达模式和其他在分子层面上的性状。
4. 系统生物学：在21世纪初，随着系统生物学的崛起，表型被看作是多个层次上的集成结果，从基因、蛋白质到细胞、组织和整个生物体。这意味着表型可以在多个层次上进行描述，从单个基因或蛋白质的功能，到整个细胞、器官或生物体的功能和性状。
总结起来，表型的定义已从仅仅描述宏观的、观察到的特征扩展到了更为复杂和详细的生物学特性，包括那些需要先进技术进行检测的性状。

## 外部连结
- Mouse Phenome Database （页面存档备份，存于）
- Human Phenotype Ontology （页面存档备份，存于）
- Europhenome: Access to raw and annotated mouse phenotype data（页面存档备份，存于）